# Paul Hudson (chef d'entreprise)
Ne doit pas être confondu avec Paul Hudson.
Paul Hudson, né le 14 octobre 1967 à Manchester, est le directeur général de Sanofi depuis le 2 septembre 2019.

## Biographie
Son père est comptable et sa mère décoratrice de vitrines de magasin.
Il est diplômé d'un bachelor (licence) en économie d'entreprise de l'Université métropolitaine de Manchester (avec mention) et diplômé en marketing du Chartered Institute of Marketing du Royaume-Uni.
Il commence sa carrière dans la vente et le marketing à GlaxoSmithKline (GSK), puis à Synthélabo. Il devient ensuite manager à Schering-Plough, puis de 2006 à 2016 à AstraZeneca où il est en poste successivement en Angleterre, en Espagne, au Japon, et pour finir au Delaware où il dirige les activités de la société aux Etats-Unis. 
De juillet 2016 à juin 2019, il est directeur général de Novartis Pharmaceuticals à Bâle, une entité de 30 000 personnes, où il s'attache particulièrement à créer une culture d'entreprise focalisée vers une mission unique. Il arrive à relancer les ventes de Entresto, un médicament qui traite l'insuffisance cardiaque. Il arrive aussi à orchestrer le marketing de Cosentyx, un médicament contre le psoriasis dont l'administration par injection paraissait contre-intuitive aux soignants adeptes de pommades.
Il devient ensuite directeur général de Sanofi le 2 septembre 2019. Il explique en public que Sanofi a 25% de ses employés en France alors qu'elle n'y effectue que 6% de ses ventes mondiales, que la société vend bien davantage aux Etats-Unis qu'en France et peut y recevoir d'importantes subventions qui justifieraient de diffuser en priorité les nouveaux vaccins anti-COVID aux Etats-Unis. Ces propos créent une polémique en France, qui l'a amené à se rétracter (mai 2020), mais qui ont attiré l'attention des pouvoirs publics français et européens sur la nécessité d'une indépendance nationale ou européenne dans la production des médicaments et des vaccins.
Au sein de Sanofi, il a défini dès son arrivée une stratégie d'entreprise, et il essaie de rassembler le personnel autour de cette stratégie et notamment de ses 3 priorités (le développement de nouveaux médicaments grand public ; les vaccins ; et les blockbusters comme le Dupixent, qui soigne l’asthme et l’eczéma). Il veut simplifier l'organisation, éviter les conflits internes.
En 2021, il perçoit une rémunération de 9 millions d'euros.

## Distinctions
L'Université métropolitaine de Manchester lui a conféré un titre honoraire de Doctor of Business Administration en juillet 2018.